# Expedição Ross

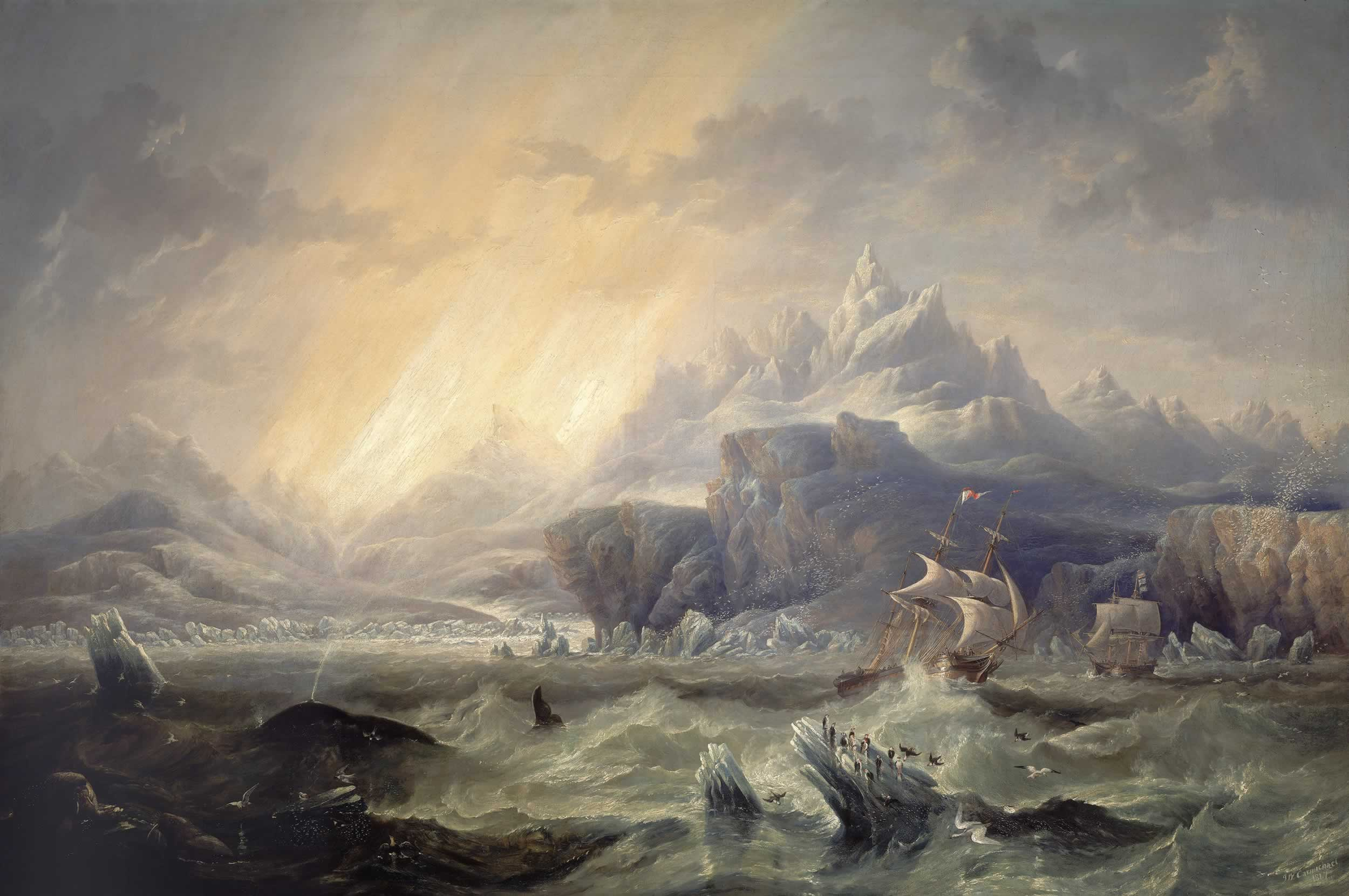
HMS Erebus e HMS Terror, por John Wilson Carmichael, 1847

A Expedição Ross (1839–1843), liderada pelo capitão James Clark Ross, foi uma das mais significativas viagens de exploração científica à Antártida no século XIX. Utilizando os navios HMS Erebus e HMS Terror, a expedição realizou descobertas geográficas e científicas notáveis, contribuindo significativamente para o conhecimento da região polar sul.
A expedição deduziu a posição do Polo Sul magnético, e realizou várias observações zoológicas e botânicas da região, das quais resultou uma monografia sobre zoologia, e uma série de quatro monografias detalhadas sobre botânica da autoria de Joseph Dalton Hooker, chamadas Flora Antarctica e publicada entre 1843 e 1859. A expedição foi a maior realizada com o recurso de navios à vela.

## Expedição

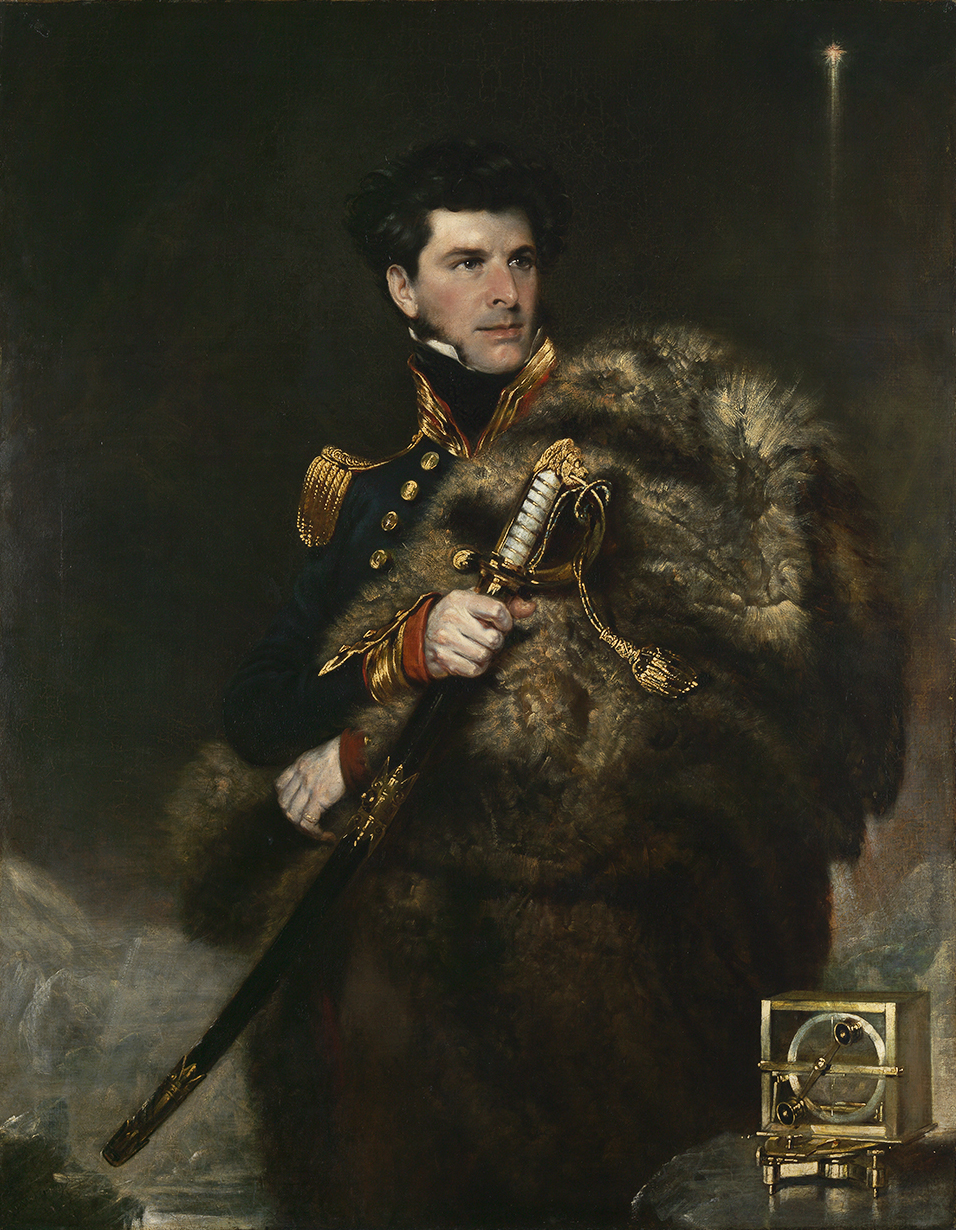
Retrato de Sir James Clark Ross por John R. Wildman. O objeto no canto inferior direito é um círculo de imersão.

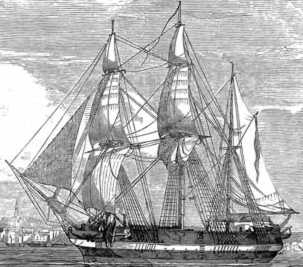
Um dos navios da expedição, HMS Erebus ou HMS Terror, do Illustrated London News, 1845

### Antecedentes
Em 1838, a Associação Britânica para o Avanço da Ciência propôs uma expedição para realizar medições magnéticas na Antártida, visando compreender melhor o magnetismo terrestre e localizar o Polo Sul Magnético. James Clark Ross, com vasta experiência em expedições polares no Ártico, foi escolhido para liderar a missão. A expedição também tinha como objetivo realizar observações científicas em áreas como zoologia, botânica e geologia.

### Pessoas
Ross, um capitão da Marinha Real, comandou o HMS Erebus. Seu navio irmão, HMS Terror, era comandado pelo amigo íntimo de Ross, o capitão Francis Crozier.
O botânico Joseph Dalton Hooker, então com 23 anos e a pessoa mais jovem da expedição, foi cirurgião-assistente de Robert McCormick e responsável pela coleta de espécimes zoológicos e geológicos. Hooker mais tarde se tornou um dos maiores botânicos da Inglaterra; ele era um amigo próximo de Charles Darwin e tornou-se diretor do Royal Botanical Gardens, Kew por vinte anos. McCormick tinha sido cirurgião do navio para a segunda viagem do HMS Beagle sob o capitão Robert FitzRoy, juntamente com Darwin como cavalheiro naturalista.
O segundo mestre em Terror foi John E. Davis, que foi responsável por grande parte da pesquisa e produção de gráficos, além de produzir muitas ilustrações da viagem. Ele esteve no Beagle pesquisando as costas da Bolívia, Peru e Chile. Outro veterano do Ártico foi Thomas Abernethy, outro amigo de Ross, que se juntou à nova expedição como artilheiro.

### Navios
Os navios HMS Erebus e HMS Terror foram selecionados para a expedição devido à sua robustez e capacidade de navegação em águas geladas. Ambas as embarcações foram reforçadas para suportar as condições extremas da Antártida. A tripulação incluía oficiais experientes, cientistas e marinheiros, totalizando cerca de 64 homens. Entre os membros da equipe científica destacava-se Joseph Dalton Hooker, jovem botânico que mais tarde se tornaria uma figura proeminente na ciência britânica.

### Viagem

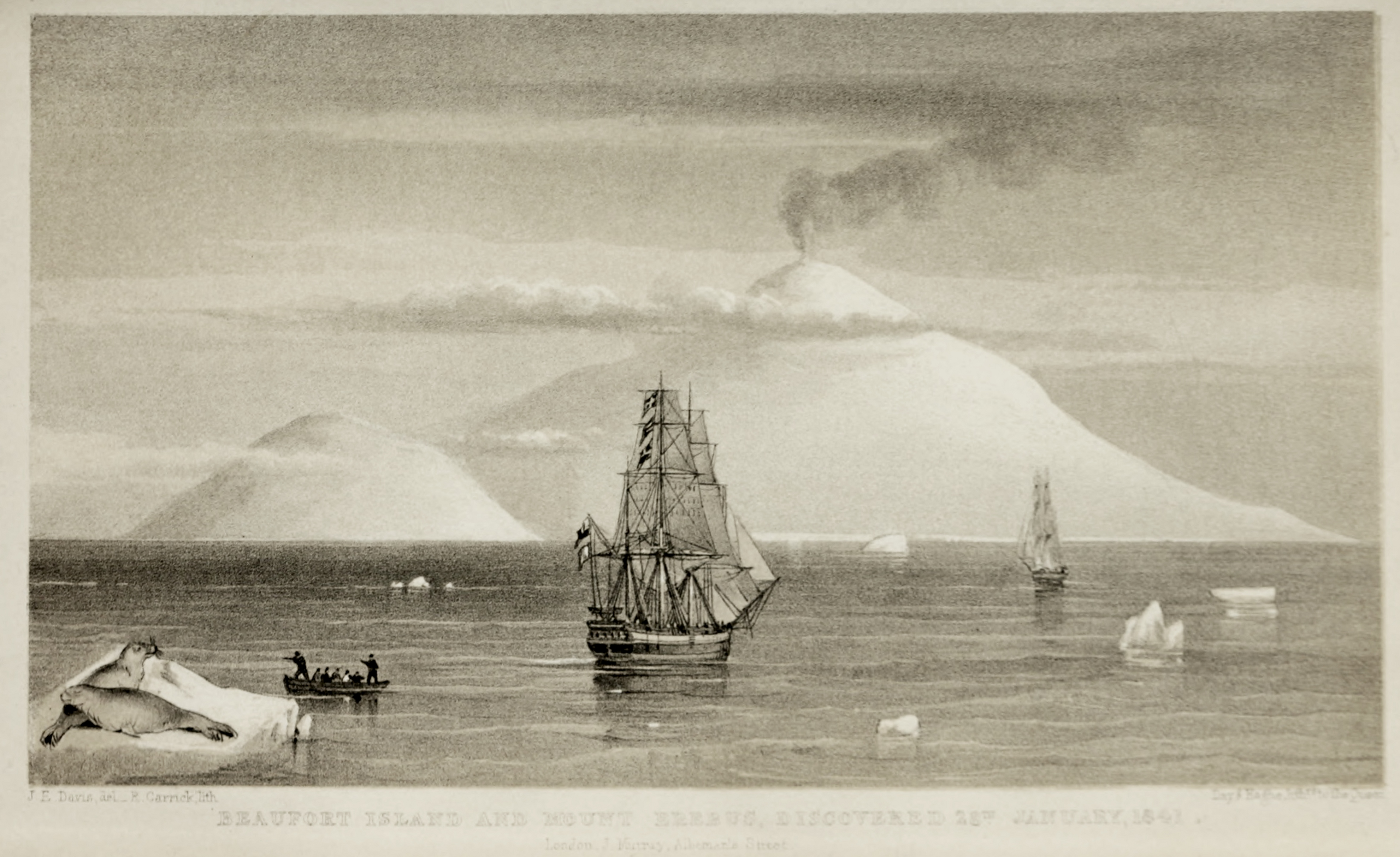
Pintura da expedição em frente à Ilha Beaufort e ao Monte Erebus, pelo segundo mestre do Terror, John E. Davis, que produziu inúmeras cartas e ilustrações da viagem

A expedição zarpou da Inglaterra em 1839, fazendo escalas em ilhas do Atlântico Sul antes de seguir para a Antártida. Em janeiro de 1841, Ross e sua equipe avistaram uma vasta barreira de gelo, posteriormente nomeada de Plataforma de Gelo Ross. Durante a exploração, descobriram os vulcões ativos Monte Erebus e Monte Terror, nomeados em homenagem aos navios da expedição. Além disso, mapearam partes significativas da costa antártica e identificaram os Montes Transantárticos, uma cadeia montanhosa que se estende pelo continente.
 

Atingindo a latitude 76° sul em 28 de janeiro de 1841, os exploradores espiaram
... uma linha branca baixa que se estendia de seu ponto extremo oriental até onde o olho podia discernir... Apresentava uma aparência extraordinária, aumentando gradualmente de altura, à medida que nos aproximávamos dele, e revelando-se longamente um penhasco perpendicular de gelo, entre cento e cinquenta e duzentos metros acima do nível do mar, perfeitamente plano e nivelado no topo, e sem fissuras ou promontórios em sua face uniforme. 
Ross chamou isso de "Grande Barreira de Gelo", agora conhecida como a Plataforma de Gelo Ross, que eles foram incapazes de penetrar, embora eles a seguissem para o leste até que o final da temporada os obrigou a retornar à Tasmânia. No verão seguinte, 1841-42, Ross continuou a seguir a plataforma de gelo para leste. Ambos os navios permaneceram em Port Louis, nas Ilhas Malvinas, durante o inverno, partindo em setembro de 1842 para explorar a Península Antártica, onde realizaram estudos em magnetismo, e retornaram com dados oceanográficos e coleções de espécimes botânicos e ornitológicos.
A expedição chegou de volta à Inglaterra em 4 de setembro de 1843, tendo confirmado a existência do continente meridional e mapeado grande parte de sua costa. Foi a última grande viagem de exploração feita totalmente à vela. Tanto o Erebus quanto o Terror seriam mais tarde equipados com motores a vapor e usados para a expedição perdida de Franklin de 1845-1848, na qual ambos os navios (e toda a tripulação) acabariam sendo perdidos.
A expedição realizou extensas medições magnéticas, contribuindo para a compreensão do magnetismo terrestre e aproximando-se da localização do Polo Sul Magnético. Joseph Dalton Hooker coletou uma ampla variedade de espécimes botânicos e zoológicos, resultando em publicações científicas que enriqueceram o conhecimento sobre a biologia antártica. As observações meteorológicas e oceanográficas também forneceram dados valiosos para a ciência da época.

## Descobertas

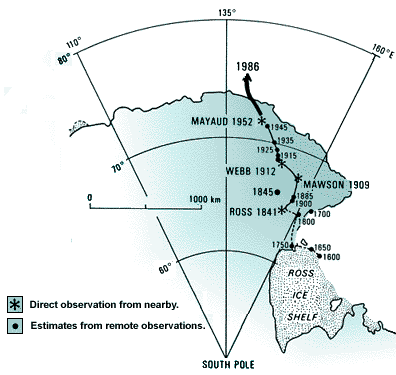
Errância do Polo Sul Magnético a partir da observação, começando com Ross, e previsão

### Descobertas
Ross descobriu a "enorme" plataforma de gelo Ross, observando corretamente que era a fonte dos icebergs tabulares vistos no Oceano Antártico, e ajudando a fundar a ciência da glaciologia. Ele identificou as Montanhas Transantárticas e os vulcões Erebus e Terror, nomeados em homenagem aos seus navios.

### Magnetismo
O principal objetivo da expedição Ross era encontrar a posição do Polo Sul Magnético, fazendo observações do magnetismo da Terra no hemisfério sul. Ross não alcançou o Polo, mas inferiu sua posição. A expedição fez as primeiras cartas "definitivas" de declinação magnética, mergulho magnético e intensidade magnética, no lugar das cartas menos precisas feitas pelas expedições anteriores de Charles Wilkes e Dumont d'Urville.

### Zoologia

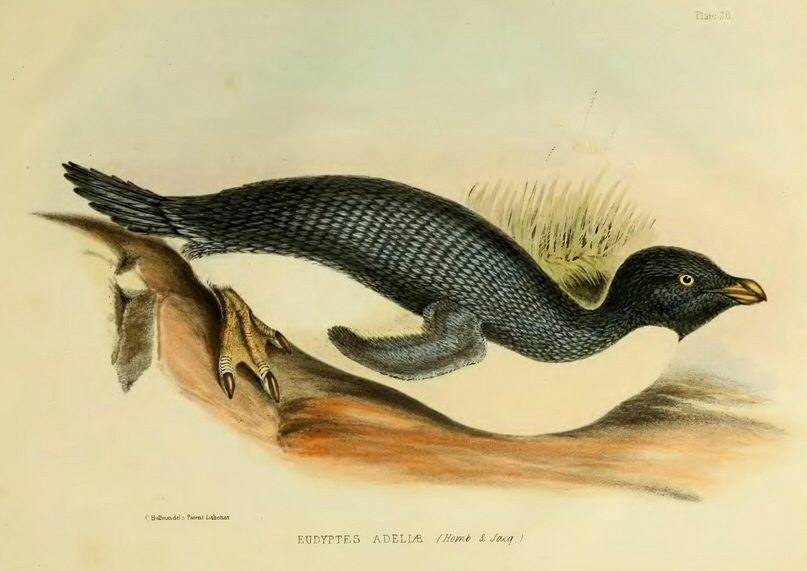
Pinguim Adélie, da Expedição Ross à Antártida de 1839-1843. A Zoologia da Viagem do HMS Erebus e do Terror Vol 1, 1875. Desenhado por C. Hillman

As descobertas zoológicas da expedição incluíram uma coleção de aves. Eles foram descritos e ilustrados por George Robert Gray e Richard Bowdler Sharpe em The Zoology of the Voyage of HMS Erebus & HMS Terror.
A expedição foi a primeira a descrever a foca-de-Ross, que encontrou no bloco de gelo, ao qual a espécie está confinada.

### Botânica
As descobertas botânicas da expedição foram documentadas na Flora Antártica de Joseph Dalton Hooker (1843-1859). Totalizou seis volumes (partes III e IV cada uma em dois volumes), cobriu cerca de 3000 espécies e continha 530 placas figurando em todas as 1095 espécies descritas. Foi ao longo de "esplendidly" ilustrado por Walter Hood Fitch. As partes foram:
- Parte I Botany of Lord Auckland's Group and Campbell's Island (1844–1845)
- Parte II Botany of Fuegia, the Falklands, Kerguelen's Land, Etc. (1845–1847)
- Parte III Flora Novae-Zelandiae (1851–1853) (2 volumes)
- Parte IV Flora Tasmaniae (1853–1859) (2 volumes)

Hooker deu a Charles Darwin uma cópia da primeira parte da Flora; Darwin agradeceu-lhe e concordou em novembro de 1845 que a distribuição geográfica dos organismos seria "a chave que desvendará o mistério das espécies".

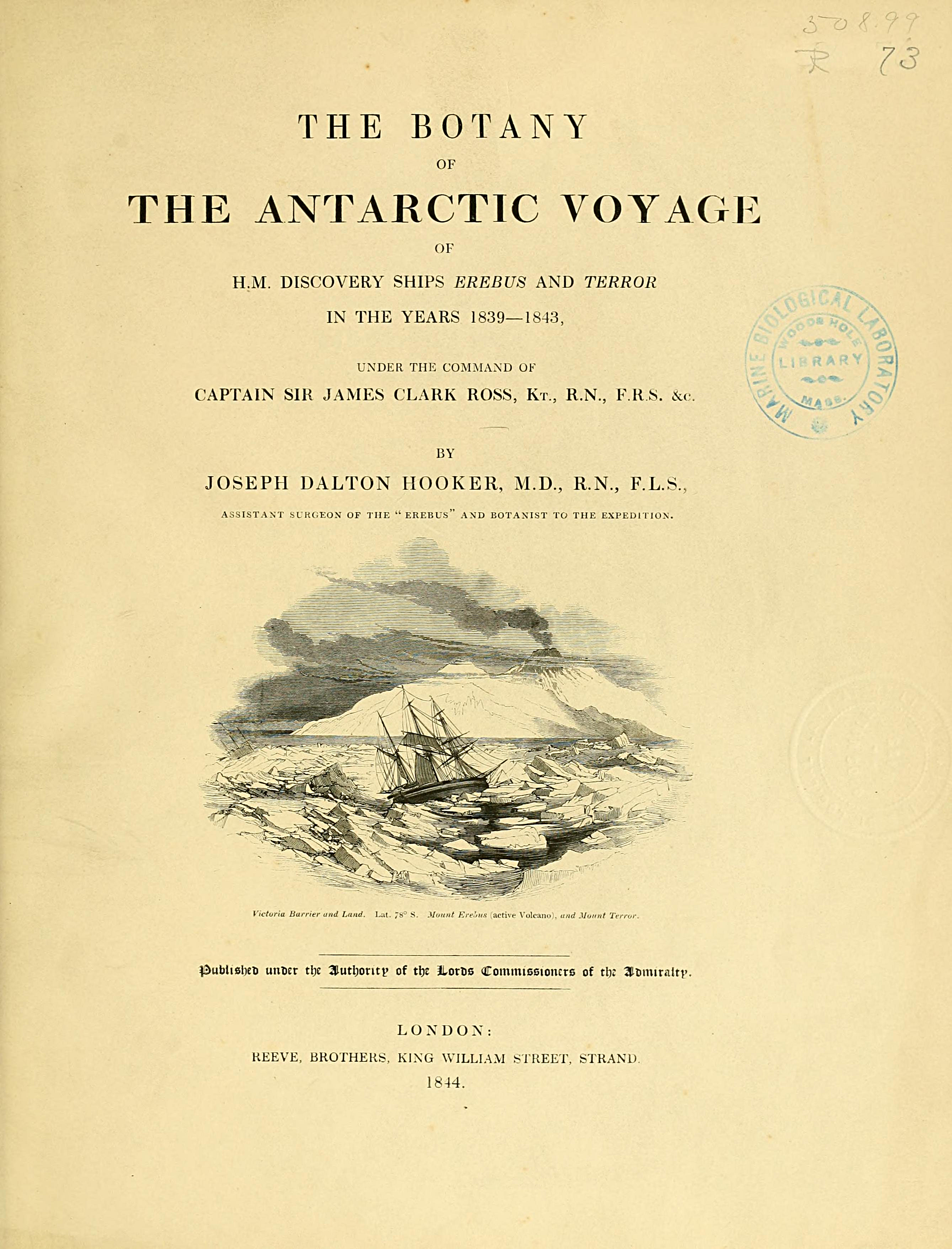
Página de rosto da Flora Antártica, 1844–1846
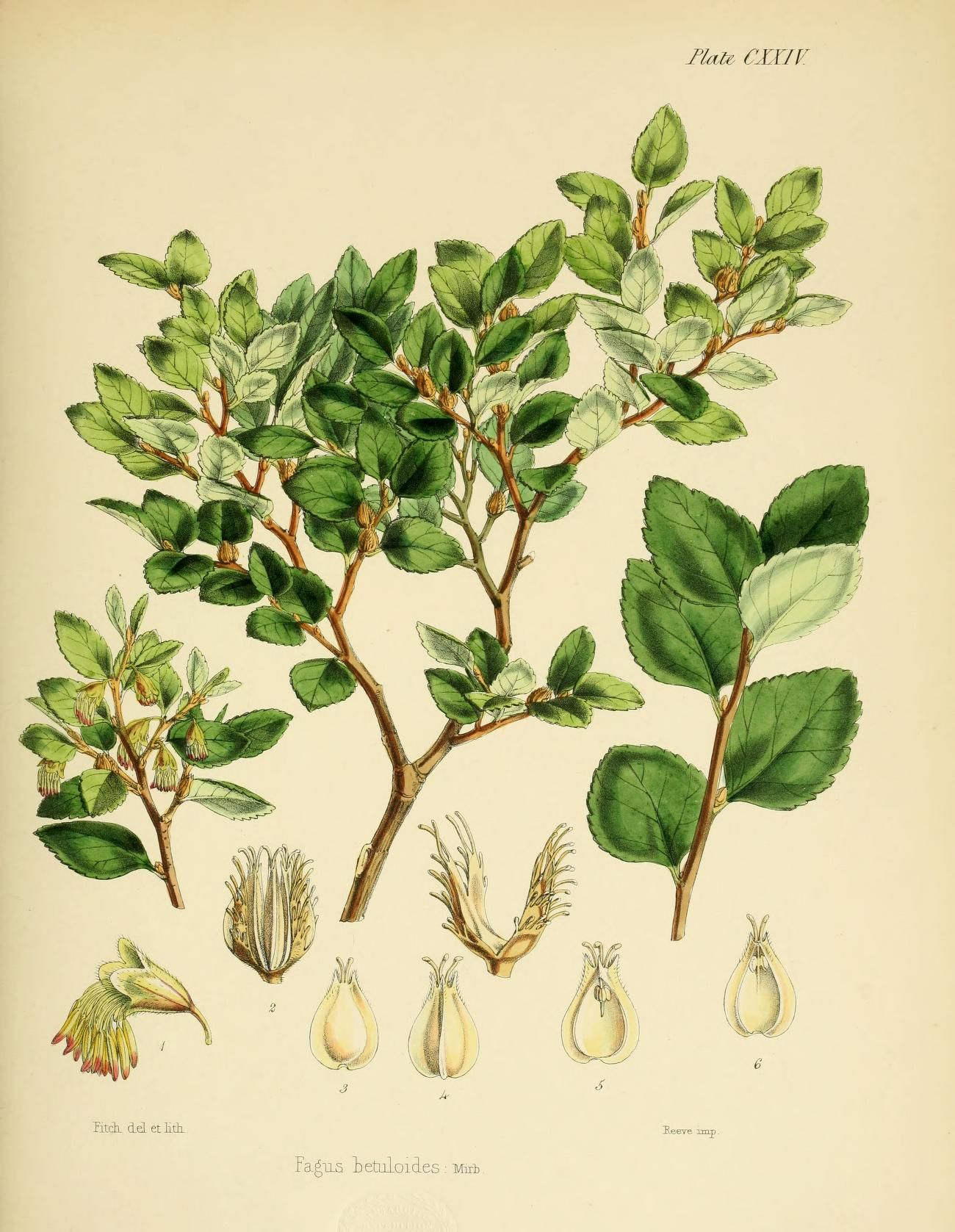
Fagus betuloides (Flora Antártica, Placa CXXIV)
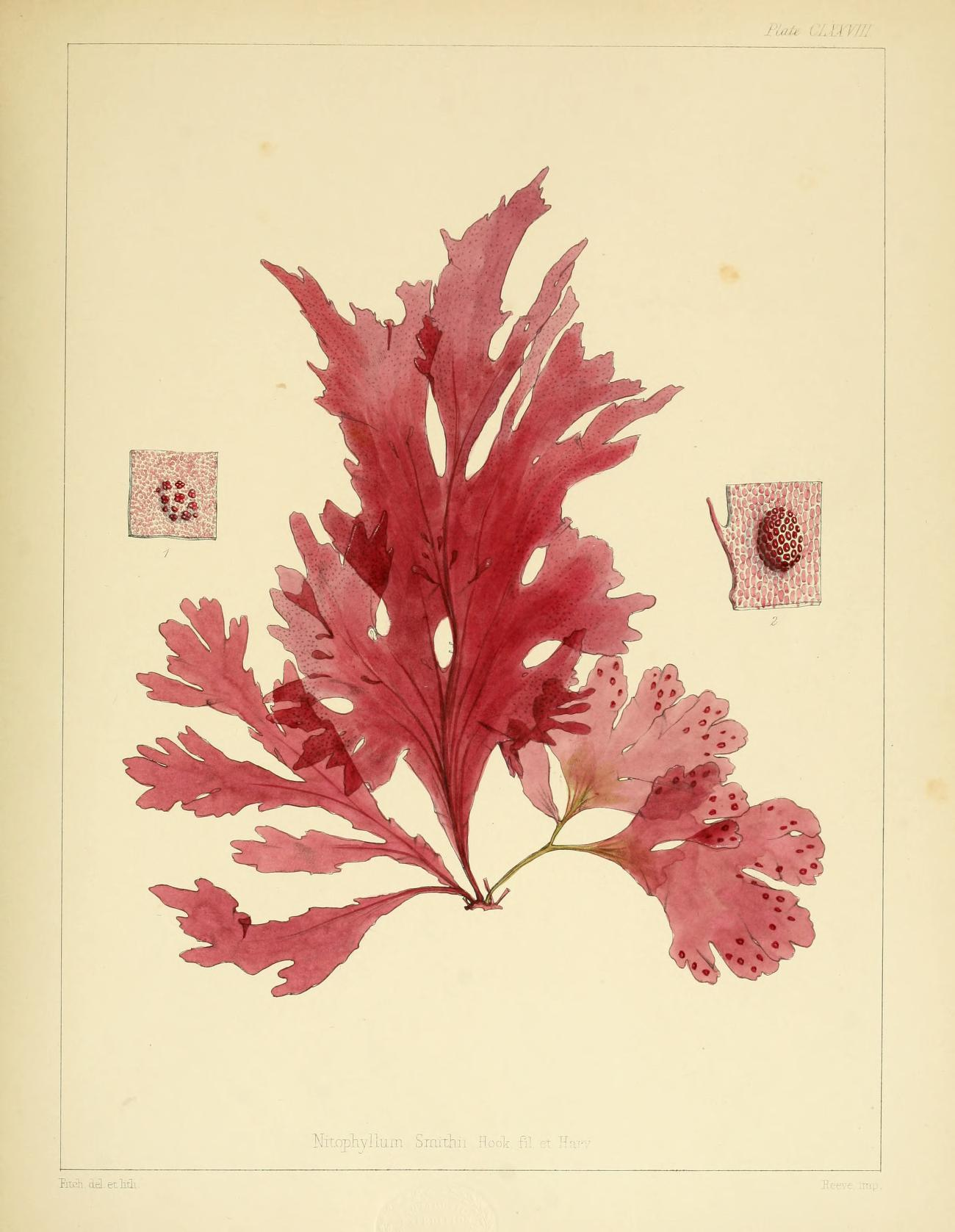
A alga vermelha Nitophyllum smithi

## Influência
Em 1912, o explorador norueguês Roald Amundsen escreveu sobre a expedição Ross que "Poucas pessoas dos dias atuais são capazes de apreciar corretamente este ato heroico, esta brilhante prova de coragem e energia humanas. Com duas embarcações pesadas – "banheiras" regulares de acordo com nossas ideias – esses homens navegaram diretamente para o coração da matilha [gelo], que todos os exploradores anteriores tinham considerado como morte certa ... Esses homens eram heróis – heróis no sentido mais elevado da palavra".
A Flora Antártica de Hooker continua importante; em 2013, W. H. Walton em seu Antarctica: Global Science from a Frozen Continent descreve-o como "uma grande referência até hoje", englobando "todas as plantas que encontrou tanto na Antártida quanto nas ilhas subantárticas", sobrevivendo melhor do que as sondagens de Ross em águas profundas que foram feitas com "equipamentos inadequados".

A Expedição Ross estabeleceu novas fronteiras no conhecimento geográfico e científico da Antártida. As descobertas geográficas, como a Plataforma de Gelo Ross e os Montes Transantárticos, tornaram-se marcos importantes na cartografia polar. As coleções científicas e os dados obtidos serviram de base para pesquisas futuras e inspiraram gerações de exploradores e cientistas. O trabalho de Joseph Dalton Hooker, em particular, teve um impacto duradouro na botânica e na compreensão da flora antártica. A Expedição Ross representa um marco na era das grandes explorações científicas, exemplificando o espírito de aventura e a busca pelo conhecimento que caracterizaram o século XIX. Suas contribuições para a geografia, ciência e compreensão da Antártida permanecem relevantes até hoje, destacando a importância da exploração e da pesquisa científica em regiões inóspitas do planeta. 

## Ligaçõesexternas
- Cool Antarctica: Erebus and Terror
- Encyclopedia of Earth: Three National Expeditions to Antarctica